# Gerrit van Voorst
Gerrit van Voorst (ur. 18 lipca 1910 w Amsterdamie, zm. 13 listopada 1986 w Castricum) – holenderski pływak, uczestnik Letnich Igrzysk 1928 w Amsterdamie.
Podczas igrzysk olimpijskich w 1928 roku wystartował w sztafecie 4 × 200 metrów stylem dowolnym, lecz zespół holenderski nie wyszedł z eliminacji.